# Bakrov(II) acetoarsenit
Bakrov(II) acetoarsenit (Cu(C2H3O2)2 x 3Cu(AsO2)2, bakrov(II) acetat triarsenit, pariška zelena boja, pariško zelenilo, od engl. Paris green) je anorganski spoj, koji kristalizira u jako otrovnom esmeraldno-zelenom kristaličnom prahu.
Poznatiji pod nazivom "pariška zelena" (smaragdna zelena, Schweinfurt zelena, zelena 21), korišten kao zelena boja od otkrića 1808. pa sve dok se nije otkrilo koliko je zbilja opasna (negdje 1960tih). Smaragdna zelena je mjesto na ovoj listi zaslužila zahvaljujući tome što ubija polako i neprimjetno kad je neočekivana.

## Dobivanje
Može nastati reakcijom bakrovog(II) acetata i arsenovog trioksida.

## Upotreba
Često se upotrebljava kao insekticid i fungicid, ali i kao pigment unatoč toksičnosti.

## Zanimljivosti
Brojni umjetnici i majstori nisu imali pojma koliko je otrovna boja kojom su se koristili za svoje slike ili ukrašavanje prozora, zidova, odjeće, itd. Pariška zelena je bila posebno popularna među impresionistima i postimpresionistima, a posebno ju je volio čuveni slikar Paul Cézanne (smatra se da je upravo ona kriva za dijabetes od kojega je kasnije obolio). Smatra se da su upravo Van Gogh i Monet, koristeći ovu boju, dobili neurološke smetnje, a Monet i sljepilo. On nije jedina poznata ličnost za koju se smatra da je se slučajno (o)trovao arsenom: slično se vjerojatno dogodilo i Napoleonu – postoje povjesničari koji smatraju da su ga ubili zeleni zidovi njegove kuće na Sv. Heleni.

Što vam se dogodi ako se otrujete ovime?

Počevši od glavobolje, mučnine, povraćanja, neugodnog mirisa po luku iz usta, preko problema s mišićima i srcem, pa do kome i smrti.
Ako ste neko vrijeme izloženi otrovu, možete oboljeti od: bola u mišićima i nesposobnosti kontroliranja istih, gubitka kilograma, anoreksije, gubitka kose i noktiju, problema s jetrom i srcem, raznoraznih vrsta raka...